# فريبيس
فريبيس (بالإنجليزية: Freebase)‏ كانت قاعدة بيانات معرفية شاملة مفتوحة المصدر، تجمع المعلومات العامة من مختلف المصادر ومن مساهمات مستخدمي مواقع الموسوعات، تهدف لإنشاء مورد عالمي يسمح للأشخاص والآلات للوصول إلى المعلومات المشتركة بشكل اكثر فعالية، طورتها في الأساس شركة البرمجيات الأمريكية ميتا ويب، وبدأت تشغيله في مارس 2007، استحوذت جوجل على ميتا ويب في عملية بيع خاصة أُعلن عنها في 16 يوليو 2010.
في 16 ديسمبر 2014، أعلنت جوجل أنها ستغلق فريبيس على مدار الأشهر الستة التالية وستساعد في نقل البيانات من فريبيس إلى ويكي بيانات.
في أواخر عام 2016 أعلنت شركة جوجل أنها ستغلق فريبيس خلال الستة الأشهر المقبلة، وأنها ستساعد في نقل البيانات من فريبيس إلى ويكي بيانات.